# Grawiditofilia
Grawiditofilia – rodzaj parafilii (konkretniej forma partializmu, czyli odmiany fetyszyzmu w której źródłem podniecenia jest część ciała partnera), w którym bodźcem seksualnym jest kobieta w ciąży, poród i/lub brzuch ciążowy. Osoba praktykująca grawiditofilię to grawiditofil.
Wynika z fetyszyzacji części ciała; niekiedy w tak skrajnym stopniu, że brzuch ciążowy staje się niezależnym przedmiotem, zastępującym partnerkę seksualną. Mimo to zaobserwowano, że w pornografii grawiditofilskiej znacznie częściej niż w przypadku zwykłej pornografii występują żeńskie genitalia.